# Huadquina huadquinae
Huadquina huadquinae is een hooiwagen uit de familie Gonyleptidae.